# Roca de Castellar (Vallcebre)
El Roca de Castellar és una muntanya de 1.359 metres que es troba al municipi de Vallcebre, a la comarca catalana del Berguedà.